# Placówka Straży Celnej „Zbarzewo”

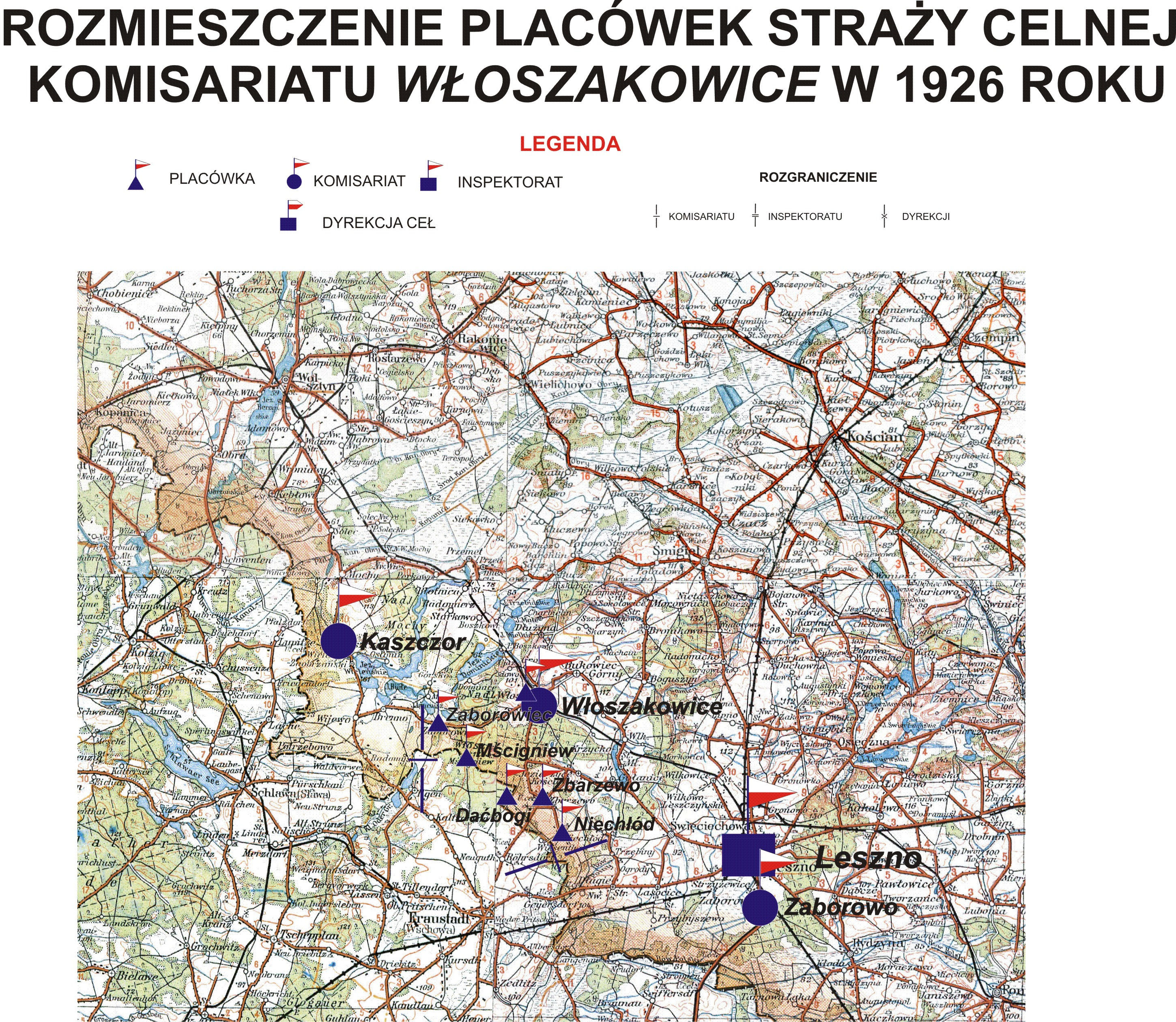
Rozmieszczenie placówek Straży Celnej Komisariatu Włoszczakowice

Placówka Straży Celnej „Zbarzewo” – jednostka organizacyjna Straży Celnej pełniąca w okresie międzywojennym służbę ochronną na granicy polsko-niemieckiej.

## Formowanie i zmiany organizacyjne
Na wniosek Ministerstwa Skarbu, uchwałą z 10 marca 1920 roku, powołano do życia Straż Celną. Od połowy 1921 roku jednostki Straży Celnej rozpoczęły przejmowanie odcinków granicy od pododdziałów Batalionów Celnych. W 1921 roku we Włoszakowicach stacjonował sztab 3 kompanii 17 batalionu celnego. Kompania wystawiała między innymi placówkę w Zbarzewie. Proces tworzenia Straży Celnej trwał do końca 1922 roku. Placówka Straży Celnej „Zbarzewo” weszła w podporządkowanie komisariatu Straży Celnej „Włoszakowice” z Inspektoratu SC „Leszno”.
W drugiej połowie 1927 roku przystąpiono do gruntownej reorganizacji Straży Celnej. W praktyce skutkowało to rozwiązaniem tej formacji granicznej. Ochronę północnej, zachodniej i południowej granicy państwa przejęła powołana z dniem 2 kwietnia 1928 roku Straż Graniczna.
Rozkazem nr 3 z 25 kwietnia 1928 roku w sprawie organizacji Wielkopolskiego Inspektoratu Okręgowego dowódca Straży Granicznej gen. bryg. Stefan Pasławski powołał komisariatu SG „Leszno”, a 15 września 1928 dowódca Straży Granicznej rozkazem nr 7  w sprawie zmian dyslokacji Wielkopolskiego Inspektoratu Okręgowego podpisanym w zastępstwie przez mjr. Wacława Szpilczyńskiego ustanowił  placówkę Straży Granicznej I linii „Zbarzewo”.

## Funkcjonariusze placówki
Kierownicy placówki
| stopień    | imię i nazwisko, numer    | okres pełnienia służby | kolejne stanowisko |
| ---------- | ------------------------- | ---------------------- | ------------------ |
| przodownik | Franciszek Czekała (1049) | był w 1926             |                    |

Obsada personalna placówki w 1926:
- przodownik Franciszek Czekała (1049)
- strażnik Jan Młotek (1194)
- strażnik Jan Zurman (1473)
- strażnik Antoni Dutkiewicz (1662)
- strażnik Piotr Zieliński (1575)
- strażnik Ludwik Tomczak (1569)
- strażnik Łucjan Rudziński (802)